# Li Ting
Li Ting (Wuhan, 5 gennaio 1980) è un'ex tennista cinese.

## Carriera
Fa il suo esordio tra i professionisti nel 2000 dopo una breve carriera nei circuiti juniores. Nel primo anno riesce a vincere un titolo, a Tashkent nel doppio in coppia con Li Na. Negli anni si concentra principalmente nel doppio femminile ed è in questa specialità che ottiene i risultati migliori, in particolare forma un team vincente con la connazionale Sun Tiantian. La coppia Li-Sun vince i primi tre titoli nel 2003 ma la consacrazione arriva alle Olimpiadi di Atene 2004 dove, grazie a vittorie contro squadre più quotate riescono a conquistare la medaglia d'oro. Sconfiggono sul loro percorso il team americano formato da Venus Williams e Chanda Rubin, le australiane e numero 4 del seeding Alicia Molik-Rennae Stubbs, le argentine Paola Suárez-Patricia Tarabini e in finale le spagnole e teste di serie numero due Conchita Martínez e Virginia Ruano Pascual.

Dopo la vittoria olimpica riescono a vincere altri cinque tornei e a raggiungere per la prima volta i quarti di finale in un torneo dello Slam, all'Open di Francia 2005. In Fed Cup gioca un totale di ventuno match, vincendone quindici.

Si ritira nel 2007 con dieci titoli WTA, tutti in doppio, nel suo palmarès.

## Statistiche

### Doppio

#### Vittorie (10)
| Legenda: Prima del 2009 | Legenda: Dal 2009     |
| ----------------------- | --------------------- |
| Grande Slam (0)         |                       |
| Ori Olimpici (1)        |                       |
| WTA Championships (0)   |                       |
| Tier I (0)              | Premier Mandatory (0) |
| Tier II (0)             | Premier 5 (0)         |
| Tier III (4)            | Premier (0)           |
| Tier IV & V (5)         | International (0)     |

| No. | Data              | Torneo                                       | Superficie  | Compagna     | Avversarie in finale                     | Punteggio      |
| 1.  | 17 settembre 2000 | Tashkent Open, Tashkent                      | Cemento     | Li Na        | Iroda Tulyaganova Anna Zaporožanova      | 3-6, 6-2, 6-4  |
| 2.  | 14 giugno 2003    | WTA Austrian Open, Vienna                    | Terra rossa | Sun Tiantian | Yan Zi Zheng Jie                         | 6–3, 6–4       |
| 3.  | 2 novembre 2003   | Bell Challenge, Quebec                       | Cemento (i) | Sun Tiantian | Els Callens Meilen Tu                    | 6–3 6–3        |
| 4.  | 9 novembre 2003   | Pattaya Women's Open, Pattaya                | Cemento     | Sun Tiantian | Wynne Prakusya Angelique Widjaja         | 6–4 6–3        |
| 5.  | 22 agosto 2004    | Giochi Olimpici, Atene                       | Cemento     | Sun Tiantian | Conchita Martínez Virginia Ruano Pascual | 6-3, 6-3       |
| 6.  | 3 ottobre 2004    | Guangzhou International Women's Open, Canton | Cemento     | Sun Tiantian | Yang Shujing Yu Ying                     | 6–4 6–1        |
| 7.  | 1º maggio 2005    | Estoril Open, Estoril                        | Terra rossa | Sun Tiantian | Michaëlla Krajicek Henrieta Nagyová      | 6–3 6–1        |
| 8.  | 12 febbraio 2006  | Pattaya Women's Open, Pattaya                | Cemento     | Sun Tiantian | Yan Zi Zheng Jie                         | 3–6 6–1 7–6(5) |
| 9.  | 7 maggio 2006     | Estoril Open, Estoril                        | Terra rossa | Sun Tiantian | Gisela Dulko Maria Sánchez Lorenzo       | 6–2 6–2        |
| 10. | 1º ottobre 2006   | Guangzhou International Women's Open, Canton | Cemento     | Sun Tiantian | Vania King Jelena Kostanić Tošić         | 6–4 2–6 7–5    |

## Statistiche

### Risultati in progressione
| Sigla | Risultato               |
| ----- | ----------------------- |
| V     | Vincitore               |
| F     | Finalista               |
| SF    | Semifinalista           |
| O     | Oro olimpico            |
| A     | Argento olimpico        |
| SF    | Bronzo olimpico         |
| QF    | Quarti di Finale        |
| 4T    | Quarto turno            |
| 3T    | Terzo turno             |
| 2T    | Secondo turno           |
| 1T    | Primo turno             |
| RR    | Round Robin             |
| LQ    | Turno di qualificazione |
| A     | Assente                 |
| ND    | Non disputato           |

| Legenda superfici    |
| -------------------- |
| Cemento              |
| Terra battuta        |
| Erba                 |
| Superficie variabile |

#### Singolare nei tornei del Grande Slam
| Torneo          | 2000 | 2001 | 2002 | 2003 | 2004 | 2005 | 2006 | 2007 |
| --------------- | ---- | ---- | ---- | ---- | ---- | ---- | ---- | ---- |
| Australian Open | A    | A    | A    | A    | A    | 1T   | 1T   | A    |
| Open di Francia | A    | A    | A    | A    | A    | A    | A    | A    |
| Wimbledon       | A    | A    | A    | A    | A    | A    | A    | A    |
| US Open         | A    | A    | A    | A    | A    | A    | A    | A    |

#### Doppio nei tornei del Grande Slam
| Torneo          | 2000 | 2001 | 2002 | 2003 | 2004 | 2005 | 2006 | 2007 |
| --------------- | ---- | ---- | ---- | ---- | ---- | ---- | ---- | ---- |
| Australian Open | A    | 1T   | A    | 1T   | 3T   | 3T   | 3T   | 1T   |
| Open di Francia | A    | A    | A    | A    | 2T   | QF   | 2T   | A    |
| Wimbledon       | A    | A    | A    | A    | 1T   | A    | 1T   | A    |
| US Open         | 2T   | A    | A    | 1T   | A    | 3T   | 1T   | A    |

#### Doppio misto nei tornei del Grande Slam
Nessuna partecipazione